# ミューズノート
『ミューズノート』は、NHK-FMで2012年4月8日から2024年3月28日まで放送されていた音楽番組のシリーズである。

## 概要
「ミューズ（Muse）」は、ギリシア神話の女神という意。毎週、一人の女性シンガー等をパーソナリティが紹介する番組として2012年度からスタートした。その名の通り開始当初から、洋楽の女性シンガー等を中心に紹介している。

### miwa（2015年度 - 2019年12月）
基本的に前年度・加藤ミリヤまでのスタイルを踏襲している。なお、2018年度以降は、miwaによって「洋楽の女性シンガー等」の縛りはほぼ解消されているが、比率としては洋楽女性シンガー等が依然として多い。
ライブと重なる時期を除いて、「夏休みスペシャル」を8月頃に、「miwaシークレットライブ ～ミューズノート・クリスマスSP～」を毎年クリスマス時期に放送している。
2016年度から不定期に生放送を行っており、2018年度以降は、月の最終週や、聴取率調査時など定期的に生放送を行っている。
2018年度からは、正式名称では無いが、『miwaのミューズノート』としてmiwaの実質的な冠番組になっていた。

### Little Glee Monster（2020年1月 - 2024年3月）
2020年1月より担当。基本的にはメンバー2名が週替わりで出演していたが、不定期で全メンバーでも出演していた。2022年4月より休養中の芹奈・manakaを除く全メンバーが出演している。なお、芹奈・manakaは、7月24日でグループを卒業したため、当番組も卒業となった。
洋楽や女性シンガーといった縛りはなく、毎回1つのテーマ（例：「謝りたい!ごめんねソング」、「眠れない!深夜に聴きたい曲」等）に沿って、各出演メンバーが2曲ずつ選曲している。また最後の1曲は原則Little Glee Monsterの楽曲となっている。一方聴取者からも「リトグリにプレゼントしたい曲」というテーマで募集しており、その内1曲を放送中盤に放送している。
2024年度の夜間帯大規模改編に伴い、3月28日生放送分を持って、ミューズノートシリーズは終了。12年の歴史に幕を降ろすことになった。

## 歴代パーソナリティ
- 島袋寛子（2012年度）
- CHARA（2013年度）
- 加藤ミリヤ（2014年度）
- miwa（2015年度 - 2019年12月）
- Little Glee Monster（2020年1月 - 2024年3月）

## テーマソング
- 2012年度
  - Coco d’Or 「Come On-A My House」オープニング（番組用にアレンジしたものを使用）
- 2013年度
  - （不詳）
- 2014年度
  - （不詳）
- 2015年度 - 2017年度
  - miwa 「super heroine」オープニング
- 2018年度 - 2019年 
  - miwa 「アップデート」オープニング（インストゥルメンタルを使用）
- 2020年1月 - 2021年3月
  - Little Glee Monster「I Feel The Light」オープニング（インストゥルメンタルを使用）
- 2021年4月 - 2022年3月
  - Little Glee Monster「VIVA」オープニング（インストゥルメンタルを使用）
- 2022年4月 - 2023年3月
  - Little Glee Monster「Hurry up!!」オープニング（インストゥルメンタルを使用）
- 2023年4月 - 2024年3月
  - Little Glee Monster「Join Us!」オープニング（インストゥルメンタルを使用）

## 放送時間
- 2012年度 - 2017年度：毎週日曜日 17:00-18:00（60分）[6]
- 2018年度 - 2023年度：毎週木曜日 23:00 - 23:50（50分）
  - 再放送（1週間遅れ）[7]
    - FM：毎週木曜日 10:00 - 10:50→18：00-18：50
    - R1（2022年度まで、大阪放送局管内を除く）：毎週木曜日 16:05 - 16:55 ※国会中継放送時・大相撲本場所開催期間中・高校野球開催期間中を除く[8]

## ノベルティ
- miwa（2015年度 - 2018年度）
  - 「チビmiwa」クリアファイル - 「チビmiwa」[9]と言うキャラクターの手描き絵およびサインが印刷されたクリアファイル。番組で読まれた投稿者から抽選で当選。[10]